# Hradec-Nová Ves
Hradec-Nová Ves (deutsch Gröditz-Neudorf) ist eine Gemeinde im Olomoucký kraj in Tschechien. Der Ort befindet sich in 364 m ü. M. im Tal der Biela, zwölf Kilometer nordöstlich der Bezirksstadt Jeseník und auf halbem Wege nach Głuchołazy. Im unterhalb gelegenen Nachbarort Mikulovice befindet sich ein Grenzübergang nach Polen.

## Geschichte
Erstmals erwähnt wurde der Ort 1351. Der Name Gröditz war abgeleitet vom polnischen grodzič (beschützen, kleine Festung). Neudorf entstand 1685 durch die Teilung eines der Niklasdorfer Höfe. Dieser Hof war unwirtschaftlich und wurde deshalb auf Anweisung der Güterverwaltung des Bistums Breslau geteilt. 1848 wurden beide Gemeinden vereinigt. Zum damaligen Zeitpunkt lebten dort vor allem Deutsche. Am 1. Dezember 1930 hatte die Gemeinde Gröditz 931 Einwohner, am 17. Mai 1939 waren es 919 und am 22. Mai 1947 waren es 537 Bewohner.
Nach dem Münchner Abkommen wurde der Ort dem Deutschen Reich zugeschlagen und gehörte bis 1945 zum Landkreis Freiwaldau. Die Deutschen wurden 1945 enteignet und vertrieben.

## Gemeindegliederung
Für die Gemeinde Hradec-Nová Ves sind keine Ortsteile ausgewiesen. Grundsiedlungseinheiten sind Hradec (Gröditz) und Nová Ves (Neudorf).
Das Gemeindegebiet gliedert sich in die Katastralbezirke Hradec u Jeseníka und Nová Ves u Jeseníka.

## Sehenswürdigkeiten
- Kapelle der hl. Anna in Hradec